# Ho Meng Hua
Ho Meng Hua (何夢華 1 de gener de 1923 - 19 de maig de 2009) va ser un director de cinema xinès de Xangai, que treballava al Cinema de Hong Kong i al Cinema de Taiwan.

## Primers anys
El 1923, Ho va néixer a la província de Guangdong, Xina. Ho va créixer a Xangai, Xina. Es va graduar a l'Acadèmia de Teatre de Xangai.

## Carrera
El 1955, Ho es va unir a l'estudi Shaw Brothers. El 1958, el debut com a director de Ho va ser An Appointment After Dark. Ho finalment es va convertir en un dels directors més prolífics dels estudis, dirigint una cinquantena de pel·lícules entre llavors i 1980.

## Filmografia

### Pel·lícules
- 1955 Romance in the Western Chamber – com a guionista.[4]
- 1956 Miss Kikuko - as assistant director.
- 1958 Red Lantern (借紅燈) - com a director.[5]
- 1958 An Appointment after Dark - com a director.[6]
- 1959 Day-Time Husband - com a director.[7]
- 1960 Rendezvous in the South Sea
- 1960 Malayan Affair (蕉風椰雨) - com a director, guionista.[8]
- 1964 Between Tears and Smiles - co-director
- 1964 The Warlord and the Actress
- 1966 The Monkey Goes West
- 1966 Princess Iron Fan
- 1967 Susanna (珊珊) - com a director.[9][10]
- 1967 The Midnight Murder
- 1967 The King With My Face
- 1967 Cave of the Silken Web
- 1968 Land of Many Perfumes
- 1968 The Jade Raksha
- 1968 Killer Darts
- 1969 Vengeance Is A Golden Blade
- 1970 Lady of Steel
- 1971 The Lady Hermit
- 1971 The Long Chase
- 1972 The Black Enforcer
- 1972 The Human Goddess
- 1973 The Kiss of Death
- 1973 Ambush
- 1973 The Master of Kung Fu
- 1974 The Sinful Adultress
- 1974 Young Passion
- 1975 All Mixed Up
- 1975 The Golden Lion
- 1975 The Flying Guillotine
- 1975 Black Magic
- 1976 Black Magic 2 U.S. title: "Revenge Of The Zombies"
- 1976 Oily Maniac - com a director.[11]
- 1976 The Criminals
- 1976 The Dragon Missile
- 1977 The Mighty Peking Man U.S. title: "Goliathon"
- 1978 The Vengeful Beauty
- 1978 The Psychopath
- 1978 Shaolin Handlock
- 1979 Abbot of Shaolin a.k.a. U.S. title: "A Slice Of Death"
- 1980 The Swift Sword

## Vida personal
El 1948, Ho es va traslladar a Hong Kong.
El 19 de maig de 2009, Ho va morir a Hong Kong.